# Bomolochus cuneatus
Bomolochus cuneatus är en kräftdjursart som beskrevs av John Fraser 1920. Bomolochus cuneatus ingår i släktet Bomolochus och familjen Bomolochidae. Inga underarter finns listade i Catalogue of Life.